# Ireneusz Kukliński
Ireneusz Kukliński (ur. 8 listopada 1880 w Warszawie, zm. 1 kwietnia 1955 tamże) – podpułkownik lekarz Wojska Polskiego II RP i pułkownik ludowego Wojska Polskiego.

## Życiorys
Urodził się 8 listopada 1880 w Warszawie jako syn Marcelego. Ukończył studia medyczne uzyskując tytuł naukowy doktora. Po odzyskaniu przez Polskę niepodległości został przyjęty do Wojska Polskiego. Został awansowany do stopnia majora w korpusie oficerów sanitarnych lekarzy ze starszeństwem z dniem 1 czerwca 1919, następnie do stopnia podpułkownika lekarza ze starszeństwem z dniem 1 lipca 1923. W latach 20. był przydzielony do 1 batalionu sanitarnego w garnizonie Warszawa, w tym w 1923 jako oficer nadetatowy służył jako szef wydziału w Departamencie VIII Sanitarnym Ministerstwa Spraw Wojskowych. W 1928, 1932 pracował w 1 Szpitalu Okręgowym.
Brał udział w II wojnie światowej. Po wojnie był pułkownikiem Ludowego Wojska Polskiego. Został pochowany na cmentarzu Powązkowskim (kwatera 177-2-21).

## Ordery i odznaczenia
- Krzyż Oficerski Orderu Odrodzenia Polski (20 grudnia 1946)[12]
- Złoty Krzyż Zasługi (10 listopada 1928)[13]